# Inga Lindström: Geliebter Feind
Geliebter Feind ist ein deutscher Fernsehfilm von Oliver Dieckmann aus dem Jahr 2022. Er ist Bestandteil des ZDF-Herzkino-Sonntagsfilms und der 94. Film der Inga-Lindström-Reihe nach der gleichnamigen Erzählung von Christiane Sadlo. Die Hauptrollen sind mit Pia Amofa-Antwi, Gerrit Klein, Joachim Raaf und Simon Licht besetzt.

## Handlung
Elli führt zusammen mit ihrem Vater Karl das Restaurant „Lövgren“ in Sörmland. Sie und ihr Koch Benne sind sehr erfolgreich. Sie erhält einen Anruf, weil sie vor langer Zeit eine Schreinerlehre absolvieren wollte. Nun haben sie Interesse an ihr und möchten sie kennenlernen. Als sie das Gespräch beendet hat, sieht sie, wie sich ihr Vater mit einem fremden Mann auf dem Bootssteg streitet. Sie spricht ihn darauf an, er sagt ihr, es sei Niemand. Dabei regt er sich so auf, dass er zusammenbricht und ins Krankenhaus muss. Auch ihre Oma weiß nicht, mit wem er sich gestritten hat. Als sie wieder im Restaurant zurück ist, zeigt ihr Benne, dass sie plötzlich lauter schlechte Bewertungen im Internet erhalten haben. Sie findet eine Visitenkarte von Viggo Berg beim Bootssteg, die ihr Vater verloren hat. Er ist ein Investor und spekuliert darauf, günstig Land zu kaufen. Sie will mit ihm reden und versucht in der Firmenzentrale ihn anzutreffen. Man weist sie aber ab, weshalb sie sich kurzerhand als Cateringmitarbeiterin ins Gebäude schmuggelt. Als sie sich wegen der Security in einem Raum versteckt, trifft sie auf Ronja, die Tochter von Lucas Hansen, dem Geschäftsführer von Berginvest.
Ronja fragt sie, weshalb sie sich versteckt und ob sie sich für die Stelle bewirbt. Als sie sich herausschleichen will, landet sie im Büro von Lucas. Obwohl sie keine Ahnung hat, um was für einen Job es geht, behauptet sie, dass sie deswegen hier ist. Dabei erfährt sie, dass es sich um eine Anstellung als Chauffeur handelt. Als Lucas wissen will, wie sie eigentlich heißt, behauptet sie, ihr Name sei Madita. Sie bekommt den Job und staunt darüber, dass das Auto – ein Oldtimer – voll automatisch über einen Computer gesteuert ist. Da sie behauptet, in Göteborg zu wohnen, lädt Lucas sie ein, in seinem Haus zu wohnen, das er kürzlich gekauft hat, als er sich von seiner Frau scheiden ließ. Er zeigt ihr das Haus und erklärt ihr, dass Ronja nur vorübergehend bei ihm wohnt, weil seine Ex-Frau im Ausland ist.
Elli fährt nach Hause, um ein paar Sachen zu holen und erzählt Benne, was sie bisher herausgefunden hat. Wieder zurück an ihrem neuen Wohnort spioniert sie im Arbeitszimmer von Lucas herum, um irgendwelche Beweise dafür zu finden, dass Berginvest ihr Land kaufen will. Am nächsten Morgen hat Lucas einen Termin mit Viggo, dabei lernt Elli ihn nun auch persönlich kennen. Nach der Besichtigung lädt Elli Lucas zu sich in ihr Lokal ein. Benne reagiert komisch, spielt aber mit. Elli erzählt Lucas, dass das Lokal mit schlechten Bewertungen zu kämpfen hat. Lucas wundert sich nicht darüber, als er hört, wie viel das Essen kostet. Balou – der Hund von Elli – schmuggelt sich ins Auto und überrascht alle damit. Ronja findet es natürlich toll, dass da nun ein Hund ist. Ronja erzählt Elli, dass ihr Vater nie für sie Zeit hat, obwohl er ihr schon lange versprochen hat, ein Floß zu bauen. Elli überredet ihn deshalb, dabei zu helfen.  Es braucht nicht lange, und schon ist das Floß fertig und bereit für die erste Fahrt.
Als sie nach der Ausfahrt wieder zurück sind, reden sie noch lange miteinander und kommen sich dabei näher. Nach einem ersten Kuss landen sie zusammen im Bett und verbringen die Nacht miteinander. Zur selben Zeit bricht Viggo ins Lövgren ein und taucht danach sturzbetrunken bei Lucas auf. Elli schleicht sich in sein Zimmer und findet auf seinem Notebook Fotos vom Restaurant und Beweise, dass er hinter den schlechten Bewertungen steckt. Ebenso fällt ihr auf, dass er ein Tattoo am Arm hat, das ihr bekannt vorkommt. Im Restaurant findet sie auf einem Foto den Beweis, dass Viggo in Wahrheit ihr Onkel Nils ist, der vor 30 Jahren bei einem Verkehrsunfall ums Leben gekommen sein soll. Elli geht zu ihrer Oma Hilda um von ihr zu erfahren, weshalb alle behaupten, ihr Onkel sei tot. Hilda erzählt ihr, dass Viggo der zweite Vorname von Nils ist und sie ihr endlich die Wahrheit erzählen muss. Nils hatte immer große Pläne mit dem Restaurant, aber keine brauchbaren. Nachdem er Schmuck seiner Mutter gestohlen hat, hat ihn sein Vater hinausgeworfen und von da an wegen der dauernden Fragen die Behauptung aufgestellt, dass er tot ist.
Elli geht mit ihrer Oma zu Lucas, als auch Karl auftaucht. Er konfrontiert Viggo mit den Vorwürfen, dabei erfahren alle, dass Elli nicht Madita, sondern die Tochter von Karl ist. Lucas stellt Elli zur Rede und ist enttäuscht von ihr, dass sie ihm nicht die Wahrheit gesagt hat. Elli sucht nach ihrem Vater, der nach der Auseinandersetzung mit Viggo davongelaufen ist. Als sie ihn findet, gesteht er, dass er den Schmuck gestohlen hat, weil er den Gasthof retten wollte. Und er Viggo die Schuld in die Schuhe geschoben hatte. Sie verlangt von ihm, dass er seiner Mutter und seinem Bruder die Wahrheit sagt. Elli gesteht ihrem Vater, dass sie den Gasthof nicht übernehmen will, weil sie Schreinerin werden will. Lucas versucht Ronja zu trösten, weil Elli nicht mehr da ist. Karl geht zu seiner Mutter und gesteht, dass er an allem Schuld ist. Viggo erzählt Lucas die ganze Wahrheit über seine Familie. Er hat das Lövgren sabotiert, weil er seinen Bruder dazu bringen wollte, dass er endlich gesteht, was er getan hat. Lucas verlangt von ihm, dass er sich mit seinem Bruder ausspricht. Er geht in den Gasthof und versöhnt sich mit seiner Mutter und seinem Bruder. Elli geht zu Berginvest, weil sie mit Lucas sprechen will, dabei muss sie sich wieder an der Security vorbeischmuggeln. Sie findet ihn auf der Dachterrasse und erzählt ihm, dass sie im Gasthof aufhören wird um eine Schreinerlehre zu machen.  Damit die Security von ihr ablässt, küsst sie Lucas um ihm zu zeigen, dass sie ihn liebt.

## Hintergrund
Geliebter Feind wurde vom 2. Juni bis zum 2. September 2021 unter dem Arbeitstitel Auf den Straßen von Sörmland an Schauplätzen in Schweden gedreht. Produziert wurde der Film von der Bavaria Fiction GmbH.

## Rezeption

### Einschaltquote
Die Erstausstrahlung am 27. März 2022 im ZDF wurde von 4,68 Millionen Zuschauern gesehen, was einem Marktanteil von 14,5 % entspricht.

### Kritiken
Die Kritiker der Fernsehzeitschrift TV Spielfilm zeigten mit dem Daumen geradeaus, hatten sonst keine Meinung.
Tilmann P. Gangloff von Tittelbach.tv meinte dazu „Die Handlung der Romanze klingt zunächst nach dem üblichen Muster. Regisseur Oliver Dieckmann und Koautorin Aline Ruiz Fernandez haben allerdings schon mit ihren früheren Lindström-Filmen bewiesen, dass sie erwartbare Geschichten überraschend originell erzählen können.“ und „Auch darstellerisch liegt diese romantische Komödie deutlich über dem Schnitt, zumal die junge Ida Wieland ihre Sache neben Pia Amofa-Antwi und Gerrit Klein ganz formidabel macht.“